# Abdeloehap Yahia
Abdeloehap (Appie) Yahia (5 juli 1986) is een Nederlands-Marokkaans voormalig profvoetballer die als middenvelder speelde. Yahia speelde drie seizoenen voor Helmond Sport in de Eerste Divisie waarin hij tot 37 duels kwam. Daarna voetbalde Yahia bij enkele Nederlandse amateurclubs.